# Koeweitse voetbalbeker 1987
De Koeweitse voetbalbeker 1987 (Emir Cup) was de 27ste editie van de strijd om de nationale voetbalbeker van Koeweit, die werd georganiseerd door de Koeweitse voetbalbond (KFA). Het toernooi vond plaats in april en mei 1987. Kuwait SC won de beker voor de zesde keer in de clubgeschiedenis door Al Tadamun SC in de eindstrijd met 4–2 te verslaan. Al Nasar won de strijd om de derde plaats: Kazma SC werd door de club in de troostfinale met 1–0 verslagen.

## Schema
|  | halve finale  | halve finale |  |               | finale    | finale   |
|  |               |              |  |               |           |          |
|  | april 1987    |              |  |               |           |          |
|  | Kuwait SC     | 0 (5)        |  |               |           |          |
|  | Al Nasar      | 0 (1)        |  |               | mei 1987  | mei 1987 |
|  |               |              |  |               | Kuwait SC | 4        |
|  | april 1987    | april 1987   |  | Al Tadamun SC | 2         |          |
|  | Al Tadamun SC | 1            |  |               |           |          |
|  | Kazma SC      | 0            |  |               |           |          |

1962 · 
1963 · 
1964 · 
1965 · 
1966 · 
1967 · 
1968 · 
1969 · 
1970 · 
1971 · 
1972 · 
1973 · 
1974 · 
1975 · 
1976 · 
1977 · 
1978 · 
1979 · 
1980 · 
1981 · 
1982 · 
1983 · 
1984 · 
1985 · 
1986 · 
1987 · 
1988 · 
1989 · 
1990 · 
1991 · 
1992 · 
1993 · 
1994 · 
1995 · 
1996 · 
1997 · 
1998 · 
1999 · 
2000 · 
2001 · 
2002 · 
2003 · 
2004 · 
2005 · 
2006 · 
2007 · 
2008 · 
2009 · 
2010 · 
2011 · 
2012 · 
2013 · 
2014